# Olga Wasiljewa (aktorka)
Olga Aleksiejewna Wasiljewa, ros. Ольга Алексеевна Васильева (ur. 3 lipca 1972 w Moskwie) – rosyjska aktorka filmowa i teatralna.
Znana głównie z roli Wielkiej Księżnej Marii Nikołajewny Romanowej w filmie Gleba Panfiłowa Carska rodzina Romanowów (2000).

## Filmografia
- 2013: Kozacka miłość jako Ustinja[1]
- 2004: Edelweißpiraten jako Flitzi
- 2003: Klyuch ot spalni
- 2000: Carska rodzina Romanowów jako Wielka Księżna Maria Nikołajewna Romanowa
- 1996: Barkhanov i ego telokhranitel
- 1995: Zolotoye dno
- 1994: Limita
- 1993: Poslednaya subbota
- 1993: Tu u menya odna jako studentka
- 1992: Muzhskoy zigzag